# قانون حماية مستجمعات المياه والوقاية من الفيضانات لعام 1954

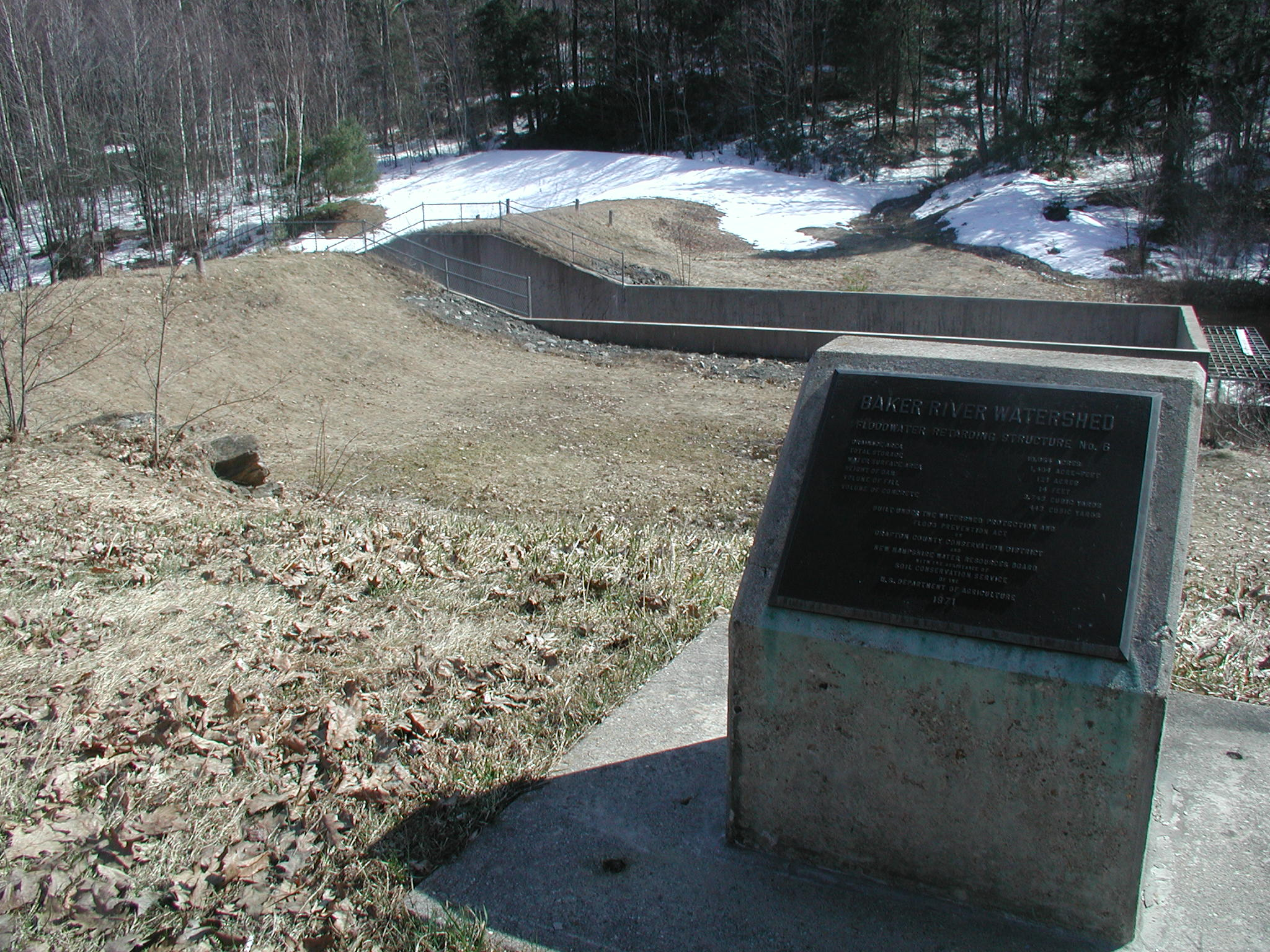
هيكل التحكم في فيضان نهر بيكر 6 مع ماركر وينتوورث نيو هامبشاير

قانون حماية مستجمعات المياه والوقاية من الفيضانات لعام 1954 هو قانون من قوانين الولايات المتحدة. تم تعديله عدة مرات.
بموجب هذا القانون تقدم خدمة الحفاظ على التربة في وزارة الزراعة المساعدة في التخطيط وتمويل البناء للمشاريع التي أنشأها الرعاة المحليون، غالبًا في شكل مناطق السيطرة على الفيضانات. تشمل القيود المفروضة على المشاريع ما يلي: يجب أن يكون حجم مستجمعات المياه 250.000 فدان (1011 كم 2) أو أقل، ولا يجوز لأي هيكل منفرد أن يوفر أكثر من 12.500 فدان قدم (15.400.000 متر مكعب) من احتباس مياه الفيضانات، لا يجوز لسد واحد أن يوفر أكثر من 25.000 فدان قدم (31.000.000 متر مكعب) من السعة الإجمالية، والمشاريع التي تزيد تكلفتها عن 5 ملايين دولار أو مع الهياكل ذات السعات الإجمالية التي تزيد عن 25.000 فدان (31.000.000 متر مكعب) يجب أن يوافق عليها الكونجرس.
سعى قانون 1954 الأصلي إلى التعاون بين الحكومة الفيدرالية والولايات والمحليات لمنع أضرار الفيضانات. تم تفويض وزير الزراعة لبناء تدابير الحماية من الفيضانات أقل من حد معين للحجم. وكان من المقرر تقاسم التكاليف مع مثل هذه المبادرات وكان مطلوباً من المحليات أن تساهم بحقوق الطريق. كما طالب القانون باستشارة وزير الداخلية بشأن الخطط التي تؤثر على الاستصلاح أو الري أو الأراضي العامة تحت إشراف وزير الداخلية. كان من المقرر تقديم وجهات النظر ذات الصلة مع خطط المشروع إلى المؤتمر.
التعديلات التي تم سنها في عام 1956 فرضت حدود الحجم على المشاريع التي أذن وزير الزراعة بتنفيذها دون موافقة الكونغرس. كان من المقرر تقديم المشاريع التي قدرت المساهمة الفيدرالية الخاصة بها بما يزيد عن 250.000 دولار أمريكي أو التي تجاوزت 2500 فدان قدم (3.100.000 متر مكعب) إلى وزير الداخلية لمراجعتها إذا كانت تتعلق باستصلاح الأراضي أو الري، أو الأراضي العامة أو الحياة البرية تحت إشراف السكرتير. ولاختصاص القضائي. كانت آراء وزارة الداخلية مطلوبة لمرافقة التقرير إلى الكونغرس وتم تفويض اللوائح لتنسيق أنشطة وزارة الزراعة والداخلية. بالإضافة إلى ذلك تمت الموافقة على قروض المحليات وتم تمديد أحكام القانون لتطبيقها على هاواي وألاسكا وبورتوريكو وجزر فيرجن.
التعديلات التي أُدخلت على قانون تنسيق الأسماك والحياة البرية في عام 1958 (المنشور رقم 85-624) عدلت أيضًا هذا النظام الأساسي لمطالبة وزير الزراعة بإخطار وزير الداخلية فيما يتعلق بالمشاريع حتى يتمكن وزير الداخلية من إعداد سمكة وتقرير الحياة البرية لإدراجها في خطط المشروع. وكان على وزير الزراعة أن يولي «الاعتبار الكامل» لمثل هذه التقارير، ومع ذلك احتفظ وزير الزراعة بالسلطة التقديرية لتبني توصيات الأسماك والحياة البرية التي تكون «مجدية تقنيًا واقتصاديًا». يتحمل وزير الداخلية تكاليف الدراسات الاستقصائية والتقارير ذات الصلة. التعديلات التي تم تبنيها في وقت لاحق من ذلك العام (Pub.L. 85-865) أضافت تنمية الأسماك والحياة البرية كأحد جوانب مشاريع التحكم في الفيضانات التي سيتم بناؤها.